# Ischyodus
Ischyodus es un género extinto de holocéfalos del orden Chimaeriformes. Apareció en el Jurásico medio y desapareció en el Paleoceno, hace 65,5 millones de años. Sus fósiles se han hallado en Europa y Nueva Zelanda; placas dentales han sido halladas en Dakota del Norte.

## Características
Ischyodus es virtualmente idéntico a la especie actual Chimaera monstrosa, que vive en el Océano Atlántico y en el Mar Mediterráneo. Ambos tienen ojos grandes, una larga cola en forma de látigo, labios pequeños, aleta dorsal y aletas pectorales grandes, y una púa situada delante de la aleta dorsal, que probablemente serviría como protección frente a los depredadores y pudo inocular veneno como en las especies actuales.

## Especies
- Ischyodus bifurcatus
- Ischyodus rayhaasi
- Ischyodus dolli
- Ischyodus rayhaasis